# Viktor Wallin
Anders Viktor Wallin, auch Vallin, (* 17. Januar 1980 in Jönköping) ist ein schwedischer Eishockeyverteidiger, der seit 2011 beim HC Meran in der italienischen Serie A2 unter Vertrag steht.

## Karriere
Viktor Wallin wurde im NHL Entry Draft 1998 in der vierten Runde als insgesamt 112. Spieler von den Mighty Ducks of Anaheim ausgewählt, für die er allerdings nie spielte. Zunächst stand der Verteidiger drei Jahre lang in der Elitserien bei HV71 aus seiner schwedischen Heimatstadt unter Vertrag. Nach einem weiteren Jahr in der ersten schwedischen Eishockeyliga bei Timrå IK, wechselte Wallin 2002 zu AIK Solna, für den er zwei Jahre in der zweitklassigen HockeyAllsvenskan auf dem Eis stand. Nach einem weiteren Zweitligajahr bei Nybro Vikings IF wechselte Wallin 2005 in die französische Ligue Magnus, in der er sechs Jahre lang für das Spitzenteam Brûleurs de Loups de Grenoble spielte. In diesem Zeitraum gewann er mit seiner Mannschaft zweimal den französischen Meistertitel (2007 und 2009), zwei Mal die Coupe de France (2008 und 2009), zweimal die Trophée des Champions (2008 und 2009) und dreimal die Coupe de la Ligue (2007, 2009 und 2011). 
Zur Saison 2011/12 wechselte Wallin zum HC Meran aus der italienischen Serie A2.

### International
Mit Schweden nahm Wallin an der Eishockey-Weltmeisterschaft der U20-Junioren 1999 und 2000 teil und erreichte einen vierten und fünften Platz.

## Erfolge und Auszeichnungen
- 2007 Französischer Meister mit Grenoble Métropole Hockey 38
- 2007 Coupe de la Ligue mit Grenoble Métropole Hockey 38
- 2008 Coupe de France mit Grenoble Métropole Hockey 38
- 2008 Trophée des Champions mit Grenoble Métropole Hockey 38
- 2009 Trophée des Champions mit Grenoble Métropole Hockey 38
- 2009 Französischer Meister mit Grenoble Métropole Hockey 38
- 2009 Coupe de France mit Grenoble Métropole Hockey 38
- 2009 Coupe de la Ligue mit Grenoble Métropole Hockey 38
- 2011 Coupe de la Ligue mit Grenoble Métropole Hockey 38

## Statistik
(Stand: Ende der Saison 2010/11)